# اچ‌ام‌بی‌اس ناساو (پی-۶۱)
اچ‌ام‌بی‌اس ناساو (پی-۶۱) (به انگلیسی: HMBS Nassau (P-61)) یک کشتی است که طول آن ۶۰٫۴ متر (۱۹۸ فوت) می‌باشد.